# Ton Pansier
Ton Pansier (Rotterdam, 1 februari 1947 – 12 mei 2021) was een Nederlands voetballer die onder contract stond bij Xerxes, Xerxes/DHC en SVV.
Pansier kwam ook uit voor de vertegenwoordigende elftallen jeugd 16-18 jaar en de jeugd tot 23 jaar. Met Nederland onder 18 nam hij deel aan de EK 1965 in West-Duitsland (4 duels, 1 doelpunt).